# Corinth Head
Das Corinth Head ist eine felsige Landspitze an der Nordküste der Insel Heard. Sie überragt das Westufer der Corinthian Bay.
Teilnehmer der deutschen Gauß-Expedition (1901–1903) unter der Leitung des Polarforschers Erich von Drygalski kartierten die Landspitze im Zuge grober Vermessungen der Nordküste der Insel Heard im Jahr 1902. Wissenschaftler der Australian National Antarctic Research Expeditions nahmen 1948 eine neuerliche Vermessung vor. Benannt ist die Landspitze in Anlehnung an die Benennung der Corinthian Bay. Deren Namensgeber ist die Corinthian, mit der Kapitän Erasmus Darwin Rogers (1817–1906) im Jahr 1855 Heard anlief.